# أفوندانس (باد كاليه)
أفوندانس (بالفرنسية: Avondance) هي بلدية فرنسية تقع في إقليم باد كاليه من منطقة نور با دو كاليه في شمال فرنسا. تبلغ مساحة هذه المدينة 2.19 (كم²)، وترتفع عن سطح البحر 129 م، يبلغ عدد سكانها 44 نسمة حسب إحصاء المعهد الوطني للإحصاء والدراسات الاقتصادية سنة 2009 م. وترأس Dominique Trolle البلدية خلال فترة (2008-2014).